# Municipio de Chester (condado de Wabash)
El municipio de Chester (en inglés: Chester Township) es un municipio ubicado en el condado de Wabash en el estado estadounidense de Indiana. En el año 2010 tenía una población de 8009 habitantes y una densidad poblacional de 47,39 personas por km².

## Geografía
El municipio de Chester se encuentra ubicado en las coordenadas 40°58′43″N 85°43′55″O / 40.97861, -85.73194. Según la Oficina del Censo de los Estados Unidos, el municipio tiene una superficie total de 169.02 km², de la cual 168.42 km² corresponden a tierra firme y (0.35%) 0.59 km² es agua.

## Demografía
Según el censo de 2010, había 8009 personas residiendo en el municipio de Chester. La densidad de población era de 47,39 hab./km². De los 8009 habitantes, el municipio de Chester estaba compuesto por el 95.52% blancos, el 0.94% eran afroamericanos, el 0.42% eran amerindios, el 0.61% eran asiáticos, el 0.04% eran isleños del Pacífico, el 1.17% eran de otras razas y el 1.3% pertenecían a dos o más razas. Del total de la población el 3.47% eran hispanos o latinos de cualquier raza.